# Betalov spodmol
Betalov spodmol je paleolitsko jamsko najdišče z ostanki orodij in kosti plena tedanjih lovcev. Leži v pobočju tik nad cesto Postojna-Bukovje, okrog 2 km severozahodno od Postojne. Vhod je nastal z udorom stropa 174 m dolge jame, ki jo je izdolbla ponikalnica iz Pivške kotline.
Prva izkopavanja v spodmolu je opravil Franco Anelli v letih 1933−1939, ki je izkopal številne paleolitske artefakte in živalske ostanke, a je njegovo delo večinoma ostalo neizdano. Večina ostankov, ki jih je našel v pozno-pleistocenskih in zgodnje-holocenskih plasteh pa je majhne znanstvene vrednosti in ne morejo biti pravilno stratigrafsko opredeljene, saj so se dokumenti o izkopavanjih porazgubile. V letih 1947−1953 je najdišče sistematično preučeval Srečko Brodar. V 10 m debeli plasti z 8 horizonti je v 5 ločenih plasteh odkril več kot 2400 ostankov kamnitega orodja in živalskih ostankov.
Najstarejše plasti v profilu so iz tople mindel-rissove medledene dobe, nad njimi so riški ledenodobni grušči, pomešani z ilovico in kosi sige. V teh so bila najdena kamnita pramousterienska orodja ter kosti jamskega in deningerjevega medveda (starost okoli 300.000 let). Sledijo plasti rdeče ilovice in grušča z najdbami kosti jamskega medveda, volka, alpskega svizca, kirhberškega nosoroga, jamske hijene, divje svinje in losa. Sledijo plasti z ostanki hladne favne, za katero so značilni zlasti alpski svizec, severni jelen ter jamski medved. Ostanki hladne favne kažejo na zadnjo würmsko ledeno dobo, ki je trajala od 115.000 do 10.000 let pr. n. št. V teh plasteh so bili najdeni številni odbitki kremena, iz katerega je neandertalec in kasneje kromanjonec izdeloval orodja ter nekaj orodij gravettienske starosti. V najvišji plasti so neolitska orodja in ostanki kosti divje svinje, volka, bobra, ki kažejo na podobno klimo, kot jo imamo zdaj. V vrhnjem delu te plasti so bili najdeni še ostanki bronastodobne in železnodobne keramike ter ostanki domačih živali.
Betalov spodmol je od 22. decembra 1984 zaščiten kot spomenik lokalnega pomena. Poleg Divjih bab I in Potočke zijalke je eno najpomembnejših slovenskih paleolitskih jamskih najdišč.